# Disulfidna veza
Disulfidna veza je kovalentna veza, obično nastaje spajanjem dve tiolne grupe. Ovaj link se takođe naziva SS-veza ili disulfidni most. Ukupna povezanost je dakle R-S-S-R. Ova terminologija je u širokoj upotrebi u biohemiji. Nekad se ova veza nazivala persulfid, po analogiji sa kongenernim peroksidom (R-O-O-R), ali je ta terminologija nezastupljena.

## Osobine
Disulfidna veza je jaka. Njena tipična energija disocijacije veze je 60 kcal/mol. Ona je oko 40% slabija od  i  veza, i stoga se disulfidna veza često naziva "slabim linkom" u mnogim molekulima. Osim toga, odražavajući polarizabilnost dvovalentnig sumpora, S-S veza je podložna cijepanju polarnim reagensima elektrofilima a posebno nukleofilima.
Disulfidna veza je oko 2.05 Å dugačka, što je 0.5 Å duže od C-C veze. Rotacija oko S-S ose ima nisku barijeru. Disulfidi pokazuju izrazitu sklonost za diedralne uglove koji se približavaju uglu od 90°. Kada je ugao blizo 0° ili 180°, disulfid je znatno bolji oksidacioni agens.
Disulfidi sa dve iste R grupe su simetrični. Primeri takvih jedinjenja su difenil disulfid i dimetil disulfid. Asimetrični disulfidi imaju dve različite R grupe.
Iako hidrogenacija disulfida obično nije praktična, konstanta ravnoteže ove reakcije može da služi kao mera standardnog redoks potencijala disulfida:
Ova vrednost je oko -250 mV (pH = 7). U poređenju s tim, standardni redukcini potencijal ferodoksina ja oko -430 mV.

## Literatura
- Sela M, Lifson S (1959). „The reformation of disulfide bridges in proteins”. Biochim Biophys Acta. 36 (2): 471—8. PMID 14444674. doi:10.1016/0006-3002(59)90188-X.
- Stark GR.; Stern, K; Atala, A; Yoo, J (1977). „Cleavage at cysteine after cyanylation”. Methods Enzymol. 47: 129—32. PMID 927170. doi:10.1016/j.ymeth.2008.09.005.
- Thornton JM. (1981). „Disulphide bridges in globular proteins”. J Mol Biol. 151 (2): 261—87. PMID 7338898. doi:10.1016/0022-2836(81)90515-5.
- Thannhauser TW, Konishi Y, Scheraga HA (1984). „Sensitive quantitative analysis of disulfide bonds in polypeptides and proteins”. Anal Biochem. 138 (1): 181—8. PMID 6547275. doi:10.1016/0003-2697(84)90786-3.
- Wu J, Watson JT (1998). „Optimization of the cleavage reaction for cyanylated cysteinyl proteins for efficient and simplified mass mapping”. Anal Biochem. 258 (2): 268—76. PMID 9570840. doi:10.1006/abio.1998.2596.
- Futami J, Tada H, Seno M, Ishikami S, Yamada H (2000). „Stabilization of human RNase 1 by introduction of a disulfide bond between residues 4 and 118”. J Biochem. 128 (2): 245—50. PMID 10920260.
- Wittenberg, G, Danon, A (2008). „Disulfide bond formation in chloroplasts: Formation of disulfide bonds in signaling chloroplast proteins”. Plant Science. 175 (4): 459—466. doi:10.1016/j.plantsci.2008.05.011.
- Kadokura, Hiroshi; Katzen, Federico; Beckwith, Jon (2003). „Protein Disulfide Bond Formation in Prokaryotes”. Annual Review of Biochemistry. 72: 111. PMID 12524212. doi:10.1146/annurev.biochem.72.121801.161459.
- Tu, B. P.; Weissman, JS (2004). „Oxidative protein folding in eukaryotes: mechanisms and consequences”. The Journal of Cell Biology. 164 (3): 341. PMC 2172237 . PMID 14757749. doi:10.1083/jcb.200311055.
- Ellgaard, Lars; Ruddock, Lloyd W. (2005). „The human protein disulphide isomerase family: substrate interactions and functional properties”. EMBO reports. 6 (1): 28. PMC 1299221 . PMID 15643448. doi:10.1038/sj.embor.7400311.
- Cremlyn, R. J. W. (1996). An introduction to organosulfur chemistry. New York: Wiley.

## Spoljašnje veze
- Sinteza disulfida
- Disulfidne veze i kosa